# 삼총사 (2014년 대한민국 드라마)
《삼총사》는 2014년 8월 17일부터 2014년 11월 2일까지 tvN에서 방송 되었던 tvN 일요 드라마이다. 알렉상드르 뒤마의 소설 《삼총사》를 모티브로 했으며 조선 인조 시대를 배경으로 하고 있다.

## 등장 인물

### 주요 인물
- 정용화 : 박달향(朴達鄕, 달타냥) 역 (아역 박창익)
- 이진욱 : 소현세자(昭顯世子, 아토스) 역 (아역 정택현, 지은성)
- 양동근 : 허승포(許勝圃, 포르토스) 역 (아역 김주승)
- 정해인 : 안민서(安珉瑞, 아라미스) 역 (아역 이주찬)

### 달향 관련인물
- 이켠 : 판쇠 (플랑셰) 역

### 왕가
- 서현진 : 강빈(姜嬪, 안느 왕비) 역 (아역 박소영)
- 김명수 : 인조 (루이 13세) 역

### 조선의 대신
- 박영규 : 김자점 (리슐리외 추기경) 역
- 전노민 : 최명길 (트레빌 경) 역

### 조선의 위협
- 유인영 : 윤미령(尹美寧) / 향선 (밀레디) 역 (아역 한은서)
- 김상민 : 용골대 (버킹엄 공작) 역
- 박성민 : 노수(路秀, 로슈포르 백작) 역

### 그 외 인물
- 김서경 : 마부대 역
- 우현 : 박달향의 아버지 역
- 김기무 : 구내관 (그리모) 역
- 조창근 : 무동이 (무스크통) 역
- 강기영 : 바랑 (바쟁) 역
- 김법래 : 윤정국 역
- 손광업 : 박서민 역
- 전진기 : 관찰사 역
- 이문수
- 유상재
- 리민 : 이방 역
- 정동규 : 조정대신 역
- 전헌태 : 청 사신 역
- 유순철
- 윤영목
- 주성환
- 함건수
- 오희준
- 봉은선 : 허승포의 아내 역
- 정현정 : 허승포의 자식 역
- 박선주 : 허승포의 자식 역
- 권지민 : 허승포의 자식 역
- 정영민 : 허승포의 자식 역
- 윤지욱
- 이종신
- 변동준
- 한민 : 정명공주 역
- 추예진 : 탄이 역
- 김광인
- 신나리
- 정미남
- 조현진
- 신태건
- 건휘
- 한국진
- 최윤빈
- 이설구 : 세령관 호위무사 역
- 곽영재
- 장준호
- 안치욱
- 임진택
- 안세호
- 김선영 : 박달향의 어머니 역
- 이현걸 : 2회 출연
- 김서혁
- 윤종원
- 김선화

### 특별출연
- 정유석 : 연암 박지원 역
- 이준혁
- 나광훈
- 변주현 : 청황제 홍타이지 역
- 이주석 : 윤여립 역
- 오윤홍 : 윤여립 부인 역
- 민준현 : 역관 역

## 시청률
| 회차 | 방송일자         | AGB 닐슨 시청률 |
| ---- | ---------------- | --------------- |
| 1화  | 2014년 8월 17일  | 1.820%          |
| 2화  | 2014년 8월 24일  | 1.386%          |
| 3화  | 2014년 8월 31일  | 1.461%          |
| 4화  | 2014년 9월 7일   | 0.987%          |
| 5화  | 2014년 9월 14일  | 1.088%          |
| 6화  | 2014년 9월 21일  | 1.007%          |
| 7화  | 2014년 9월 28일  | 1.157%          |
| 8화  | 2014년 10월 5일  | 0.794%          |
| 9화  | 2014년 10월 12일 | 1.027%          |
| 10화 | 2014년 10월 19일 | 1.368%          |
| 11화 | 2014년 10월 26일 | 1.758%          |
| 12화 | 2014년 11월 2일  | 1.960%          |